# Rhys Gemmell
Rice Thomas Hopkins Gemmell (4 de marzo de 1896 – 10 de mayo de 1972) fue un jugador australiano de tenis.
Nacido en Caulfield, Victoria, para 1916 vivía en Claremont, Australia Occidental y se enlistó como bombardero en la Primera Guerra Mundial. Gemmell es más conocido por ganar el título de individuales masculinos del Campeonato de Australasia de 1921, celebrado en Perth, donde venció a Alf Hedeman en la final. Ese mismo año, también ganó el título de dobles masculinos, haciendo pareja con Stanley Eaton. Gemmell fue el mejor jugador de Australia Occidental durante la década de 1920. En 1924, Gemmell abrió una tienda de artículos deportivos junto con su compañero de juego Keith McDougall. Gemmell se convirtió en profesional en 1927. En 1932 se dedicó a la minería de oro y en 1940 sobrevivió a un accidente automovilístico en el cual falleció el conductor del vehículo. Falleció en 1972 y está enterrado en Tewantin, Queensland.

## Finales de Grand Slam

### Individuales (1)

#### Ganador (1)
| Año  | Campeonato                | Superficie | Oponente en la final | Resultado en la final |
| ---- | ------------------------- | ---------- | -------------------- | --------------------- |
| 1921 | Campeonato de Australasia | Césped     | Alf Hedeman          | 7–5, 6–1, 6–4         |

### Dobles (1)

#### Ganador (1)
| Año  | Campeonato                | Superficie | Compañero     | Oponentes en la final     | Resultado en la final |
| ---- | ------------------------- | ---------- | ------------- | ------------------------- | --------------------- |
| 1921 | Campeonato de Australasia | Césped     | Stanley Eaton | N. Brearley Edward Stokes | 7–5, 6–3, 6–3         |